# Стэнфорд, Роугли Клемент
Роугли Клемент Стэнфорд (англ. Rawghlie Clement Stanford; 2 августа 1879, Буффало-Гэп, Техас — 15 декабря 1963, Финикс) — американский политик, 5-й губернатор Аризоны.

## Биография
Роугли Клемент Стэнфорд родился 2 августа 1879 года в Буффало-Гэп, штат Техас. В 1881 году он вместе с родителями переехал в Финикс, штат Аризона, где окончил школу, а также в течение двух лет учился в Нормальной школе Аризоны. Во время испано-американской войны Стэнфорд был призван в армию и 18 месяцев служил на Филиппинах. Вернувшись в Аризону, он изучал право, и в 1907 году был принят в коллегию адвокатов.
В 1915 году Стэнфорд был избран судьёй главного суда первой инстанции округа Марикопа, где и работал до 1922 года. С 1920 по 1936 год Стэнфорд входил в состав Совета по вопросам образования средней школы Phoenix Union. С 1928 по 1929 год он был председателем Центрального комитета Демократической партии штата.
3 ноября 1936 года Стэнфорд был избран губернатором Аризоны, а 4 января 1937 года был приведён к присяге. Во время своего пребывания на посту губернатора Стэнфорд занимался восстановлением экономики Аризоны, состояние которой ухудшилось во время Великой депрессии. Кроме того, в это время был введён федеральный закон о социальном страховании и принят закон о минимальной заработной плате.
Отказавшись переизбираться на второй срок, Стэнфорд покинул свой пост 2 января 1939 года. Он вернулся к юридической практике, с 1942 по 1944 год был судьёй Верховного суда Аризоны, а с 1944 по 1953 год — его председателем. Стэнфорд умер 15 декабря 1963 года и был похоронен в городе Финикс, штат Аризона.